# Garaşsyz, Bitarap, Türkmenistanyň döwlet gimni

Turkmenistans flagga.

Garaşsyz, Bitarap, Türkmenistanyň döwlet gimni  är Turkmenistans nationalsång. Den tidigare titeln var Türkmenbaşyň guran beýik binasy. Melodin skrevs av Veli Muhatov och den tidigare texten skrevs av diktatorn Saparmurat Nijazov (1940-2006). Texten ändrades 2008 för att ta bort hänvisningar till Nijazov, kallad "Türkmenbaşy".

## Text
| Turkmenisk text | Engelsk översättning |
| --- | --- |
| Janym gurban saňa, erkana ýurdum Mert pederleň ruhy bardyr könülde. Bitarap, Garaşsyz topragyn nurdur Baýdagyn belentdir dünýan önünde. Halkyň guran baky beýik binasy Berkarar döwletim, jigerim - janym. Başlaryň täji sen, diller senasy Dünýä dursun, sen dur, Türkmenistanym! Gardaşdyr tireler, amandyr iller Owal-ahyr birdir bizin ganymyz. Harasatlar almaz, syndyrmaz siller Nesiller döş gerip gorar şanymyz. Halkyň guran baky beýik binasy Berkarar döwletim, jigerim - janym. Başlaryň täji sen, diller senasy, Dünýä dursun, sen dur, Türkmenistanym! | I am ready to give life for native hearth The spirit of ancestors descendants are famous for. My land is sacred, my flag flies in the world A symbol of the great neutral country flies. The forever great creation of the people Native land, the sovereign state Forever, the light and song of the soul, Long live and prosper, Turkmenistan! My nation is united and in veins of tribes Ancestors' blood, undying flows. Storms and misfortunes of times are not dreadful for us Let us increase fame and honour. The forever great creation of the people Native land, the sovereign state Forever, the light and song of the soul, Long live and prosper, Turkmenistan! |

## Ursprunglig text
| Turkmenisk text | Engelsk översättning |
| --- | --- |
| Türkmenbaşyň guran beýik binasy Berkarar döwletim, jigerim - janym. Başlaryň täji sen, diller senasy Dünýä dursun, sen dur, Türkmenistanym! Janym gurban sana, erkana ýurdum Mert pederleň ruhy bardyr könülde. Bitarap, Garaşsyz topragyn nurdur Baýdagyn belentdir dünýan önünde. Türkmenbaşyň guran beýik binasy Berkarar döwletim, jigerim - janym. Başlaryň täji sen, diller senasy Dünýä dursun, sen dur, Türkmenistanym! Gardaşdyr tireler, amandyr iller Owal-ahyr birdir bizin ganymyz. Harasatlar almaz, syndyrmaz siller Nesiller döş gerip gorar şanymyz. Türkmenbaşyň guran beýik binasy, Berkarar döwletim, jigerim - janym. Başlaryň täji sen, diller senasy, Dünýä dursun, sen dur, Türkmenistanym! Arkamdyr bu daglar, penamdyr düzler Ykbalym, namysym, togabym, Watan! Sana şek ýetirse, kör bolsun gözler Geçmişim, geljegim, dowamym, Watan! | The great creation of Türkmenbaşy Native land, the sovereign state, Long live and prosper forever, The light and song of the soul, Turkmenistan! I am ready to give life for native hearth The spirit of ancestors descendants are famous for. My land is sacred, My flag flies in the world A symbol of the great neutral country flies. The great creation of Türkmenbaşy Native land, the sovereign state, Long live and prosper forever, The light and song of the soul, Turkmenistan! My nation is united and is veins of tribes Ancestors' blood, undying flows. Storms and misfortunes of times are not dreadful for us Let us increase fame and honour. The great creation of Türkmenbaşy Native land, the sovereign state, Long live and prosper forever, The light and song of the soul, Turkmenistan! Mountains, rivers and beauty of steppes Love and destiny, revelation of mine! Let my eyes go blind for any cruel look at you Motherland of ancestors and heirs of mine! |